# Nakagawa Hachirō

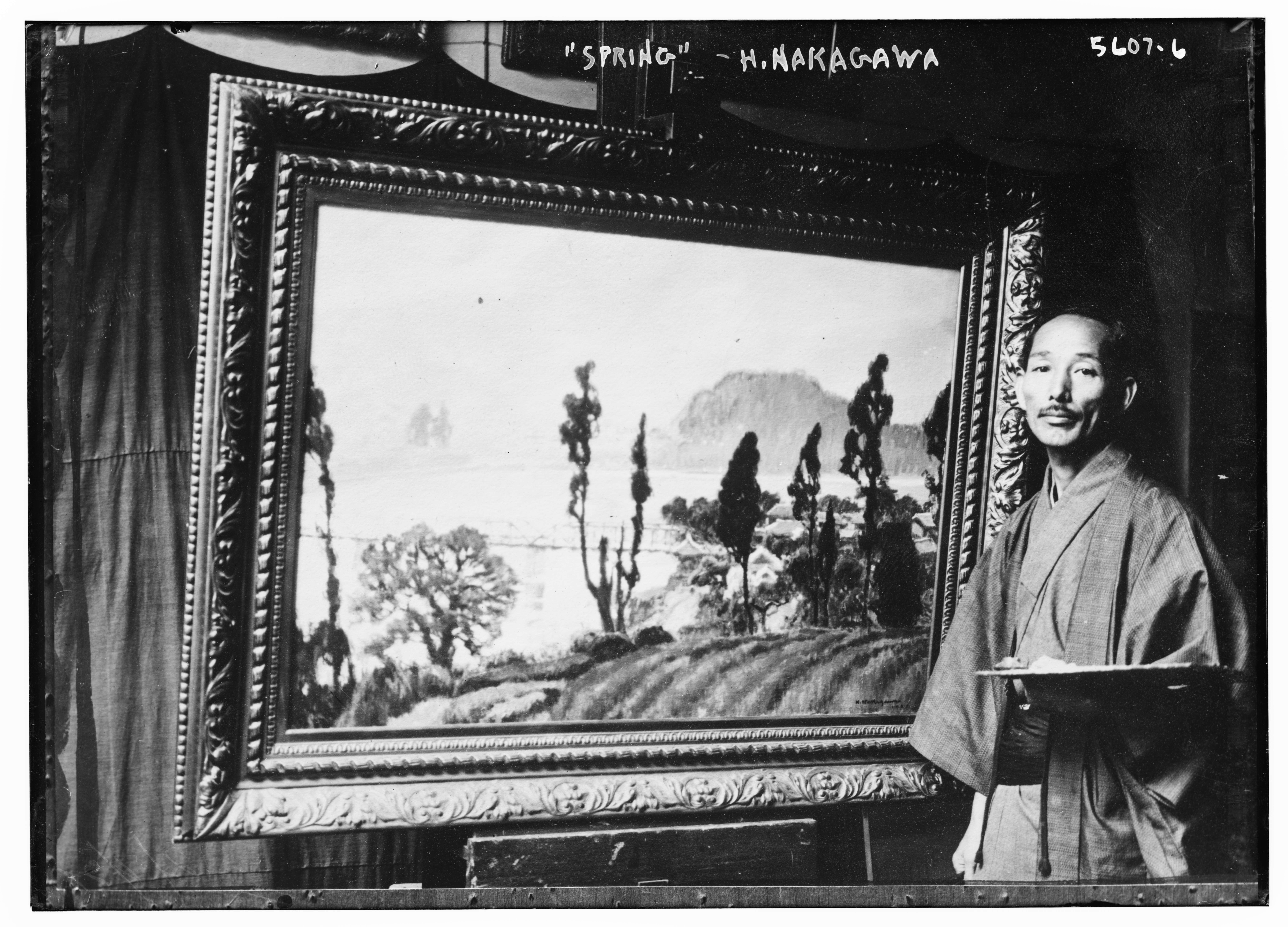
Nakagawa Hachirō

Nakagawa Hachirō (japanisch 中川 八郎, geboren 2. Dezember 1877 in der Präfektur Ehime; gestorben 3. August 1922 in Kōbe) war ein japanischer Maler im westlichen Stil, bekannt als Yōga-Richtung, während der Meiji- und Taishō-Zeit.

## Leben und Wirken

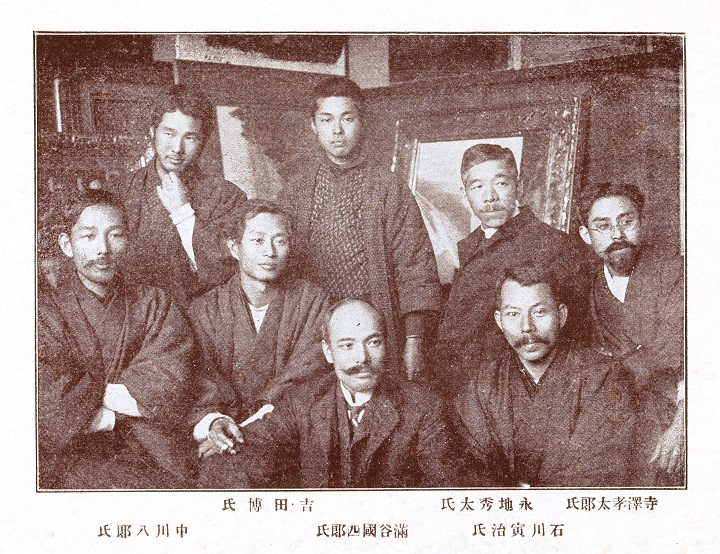
Gruppenbild 1897: sitzend von links Nakagawa Hachirō, Yoshida Hiroshi, Mitsutani Kunishirō, Nagatochi Hideta, Ishikawa Toraji

Der aus der Präfektur Ehime stammende Nakagawa Hachirō studierte unter Matsubara Sangorō (松原 三五郎; 1864–1946) und Koyama Shōtarō (1857–1916). 1901 beteiligte er sich an der Gründung der Taiheiyō gakai (太平洋画会) und bereiste 1902 Europa, dann später noch einmal und auch Amerika. Er war gut in der Landschafts- und Aquarellmalerei. Als Anerkennung wurde er Juror für die Ausstellungen (Hängekommission) der Bunten (文展) und der Teiten (帝展).

## Hauptwerke
- 北国の冬, 瀬戸内海, 夏の朝, 杏花の村[3], 高原の花